# Athetis camptogramma
Athetis camptogramma là một loài bướm đêm trong họ Noctuidae.